# Ponticiella
Ponticiella (Ponticella en asturiano y oficialmente) es una parroquia del concejo asturiano de Villayón (España).
Aparece registrada en tiempos del obispo de Oviedo, Gutiérrez de Toledo (1377-1389) en el Arziprestazgo de Navia."Santiago de Poteciella (úsanlo de presentar los de la Casa de Anleo y otros. Es Capellán D. Juan López e Beneficiado. Los Diezmos partense en esta manera, la metad lievan los padroneros herederos, el Capellán el quarto"
La casa de Anleo tenía mucha doumentación manuscrita de posesiones por esta Parroquia, hoy en el archivo del Marqués de Santa Cruz de Marcenado.
Pascual Madoz, en su Diccionario histórico geográfico y estadístico del año 1845 nos dice: "Que esta Parroquia es de patronato laical, que está servida por un Cura de Ingreso, que tiene unos trescientos vecinos, con mil doscientas almas y unas veinte ermitas de propiedad particular distribuidas por los distintos barrios de la Parroquia."
En su antigua Iglesia se enterraban los muertos dentro de ella, bajo su pavimento, pero con la real orden del 3 de abril de 1787, en que se dispuso la construcción de los cementerios rurales, se hizo uno adjunto a la Iglesia.
Actualmente se añadió al cementerio, formando una sola unidad, el solar de la Iglesia, conservando el ábside con su altar y la sacristía de cierto valor arquitectónico. Para Iglesia se usa otra edificación aparte.
De las ermitas de la parroquia la más destacada es la de la Virgen de las Virtudes, en que la romería auspiciada por los hijos de la parroquia, residentes por diversas localidades, se reúnen en el campo de las Virtudes, en los últimos días de agosto, para compartir con sus hermanos los cultos a la Virgen de las Virtudes, comida campestre, baile, competiciones Etc.
En esta parroquia de Santiago Ponticiella, existen varias casa solariegas, con escudo de Armas, en Valdedo, Valle, Loredo, e Illaso.
Esta parroquia se distinguió por sus numerosas vocaciones en el siglo pasado, Unas dos docenas de sacerdotes seculares, media docena de religiosos Dominicos y media
docena de religiosas de distintas congregaciones.
En la parroquia funcionó muchos años, las Escuelas de San Antonio y la Caridad de Valdedo, para niños y niñas, con una cátedra de latín para los que quisieran seguir la carrera sacerdotal, Fundada en 1876 por Manuel Garcia Junceda, natural de Valdedo y avecindado en Madrid, al cual los alumnos del Colegio residentes en Cuba le dedicaron una estatua levantada frente al edificio en 1924. En la parroquia destaca, el Castro de Illaso, el puente románico de Polea, el dolmen de Barandón, la cascada de Méxica y algunos molinos hidráulicos.

## Enlaces
- La ruta de la cascada de Méxica

- Datos: Q837773